# Gare d'Arrochar et Tarbet
 (juin 2022).
Le contenu est difficilement compréhensible vu les erreurs de traduction, qui sont peut-être dues à l'utilisation d'un logiciel de traduction automatique.
La gare d’Arrochar et Tarbet est une gare ferroviaire écossaise de la West Highland Line. Elle se trouve entre les villages d’Arrochar et Tarbet.

## Histoire
Ouverte aux voyageurs le 7 août 1894 par le West Highland Railway, alors géré par le North British Railway (NBR), elle est devenue une partie du London and North Eastern Railway (LNER) lors du regroupement de 1923. La gare a accueilli un autocar de camping London and North Eastern Railway de 1936 à 1939.
Sous les auspices de NBR et de LNER, la gare était le terminus d’un service local de Craigendoran (Upper) ainsi que par des trains directs vers Fort William et Mallaig. Connu sous le nom de Wee Arrochar, le service de Craigendoran a été poursuivi par British Rail jusqu’en juin 1964, date à laquelle il a été victime des Beeching cuts.
Entre 1945 et 1948, une gare et une boucle de passage étaient situées à l’est d’Arrochar et Tarbet à Inveruglas qui desservaient les besoins en passagers et en fret du projet hydroélectrique de Sloy. La gare passa ensuite à la Région écossaise des chemins de fer britanniques lors de la nationalisation en 1948.
Un autocar de camping a également été positionné ici par la région écossaise de 1964 à 1969, après quoi tous les autocars de camping de la région ont été retirés.
Lorsque la sectorisation a été introduite dans les années 1980, la gare a été desservie par ScotRail jusqu’à la privatisation de British Rail.
Les signaux du sémaphore sont supprimés le 19 janvier 1986 en vue de l’introduction du bloc de jetons électroniques radio (RETB) par British Rail. Depuis son ouverture en 1894, le West Highland Railway a été travaillé tout au long par le système de jetons électriques. La boîte de signalisation d'Arrochar & Tarbet, qui avait 17 leviers, était située sur la plate-forme de l’île. Après la fermeture de la boîte de signalisation, le cadre du levier a été retiré pour être réutilisé sur le Chemin de fer Leadhills and Wanlockhead. Le RETB, qui est contrôlé à partir d’un centre de signalisation à la gare de Banavie, a été mis en service entre Helensburgh Upper et Upper Tyndrum le 27 mars 1988. Le système a été mis à niveau en 2016 vers le système RETB NG.
La gare a été aménagée avec une boucle de croisement et un quai d’îlot. Les voies d’évitement du côté est de la gare ont été utilisées pour le chargement du bois jusqu’en décembre 2008, date à laquelle le transport ferroviaire du bois écossais a cessé en lien avec la récession. En juin 2015, il n’y avait toujours aucun signe de rétablissement du service.
Lorsque la plate-forme a été prolongée vers le sud, la boîte de signalisation redondante a été déplacée un peu plus au nord pour servir de salle d’attente. En 2000, une réplique de la boîte de signalisation a été construite au centre du quai de l’île, après que le bâtiment de la gare a dû être démoli en raison de l’affaissement.
Le système de protection et d’avertissement des trains a été installé en 2003.

## Service des voyageurs

### Desserte
Du lundi au samedi, il y a six services vers Oban, trois vers Mallaig (combinés avec trois des trains vers Oban) et un service vers Fort William (le Highland Caledonian Sleeper) en direction du nord. En direction du sud, il y a six services vers Glasgow Queen Street (High Level) et un service vers London Euston via Queen Street (Low Level) et Édimbourg Waverley (le Highland Caledonian Sleeper ne fonctionne pas le samedi). Le dimanche, il y a trois trains en direction du nord à Oban toute l’année et un ou deux à Mallaig (selon la période de l’année) et trois trains en direction du sud à Glasgow Queen Street High Level et un à London Euston (qui transporte des voitures-sièges ainsi que des autocars couchettes et des appels à Queen Street Low Level et Édimbourg pour mettre en place).